# Cortile del Belvedere

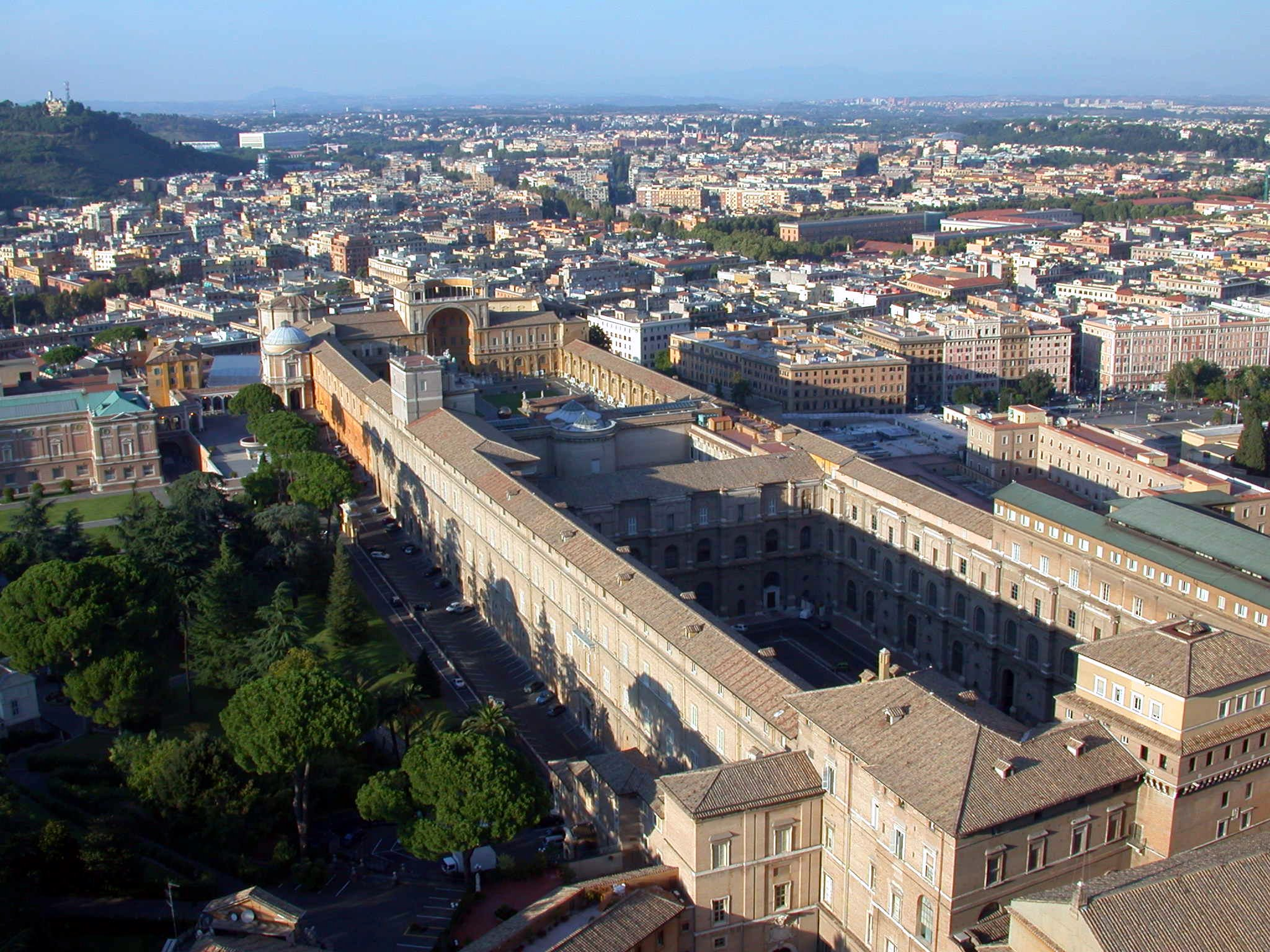
Vista do complexo a partir da cúpula da Basílica de São Pedro. A partir do alto, o Cortile della Pigna (com o nicchione), os dois edifícios transversais que delimitam o Cortille della Biblioteca (Braccio Nuovo e o Salone Sistino) e o novo Cortile del Belvedere. Embaixo à direita, a Torre Bórgia. À esquerda, os Jardins do Vaticano, com o edifício da Pinacoteca Vaticana no alto.

Cortile del Belvedere, conhecido também como Palácio dos Museus Vaticanos, é um vasto complexo de edifícios localizado ao norte da Basílica de São Pedro e do Palácio Apostólico na Cidade do Vaticano, em Roma. Sua construção começou na primeira metade do século XVI por ordem do papa Júlio II com base num projeto de Donato Bramante. Atualmente o complexo quase que inteiramente para abrigar a enorme coleção dos Museus Vaticanos e a Biblioteca Vaticana.

## História

### Edifícios anteriores

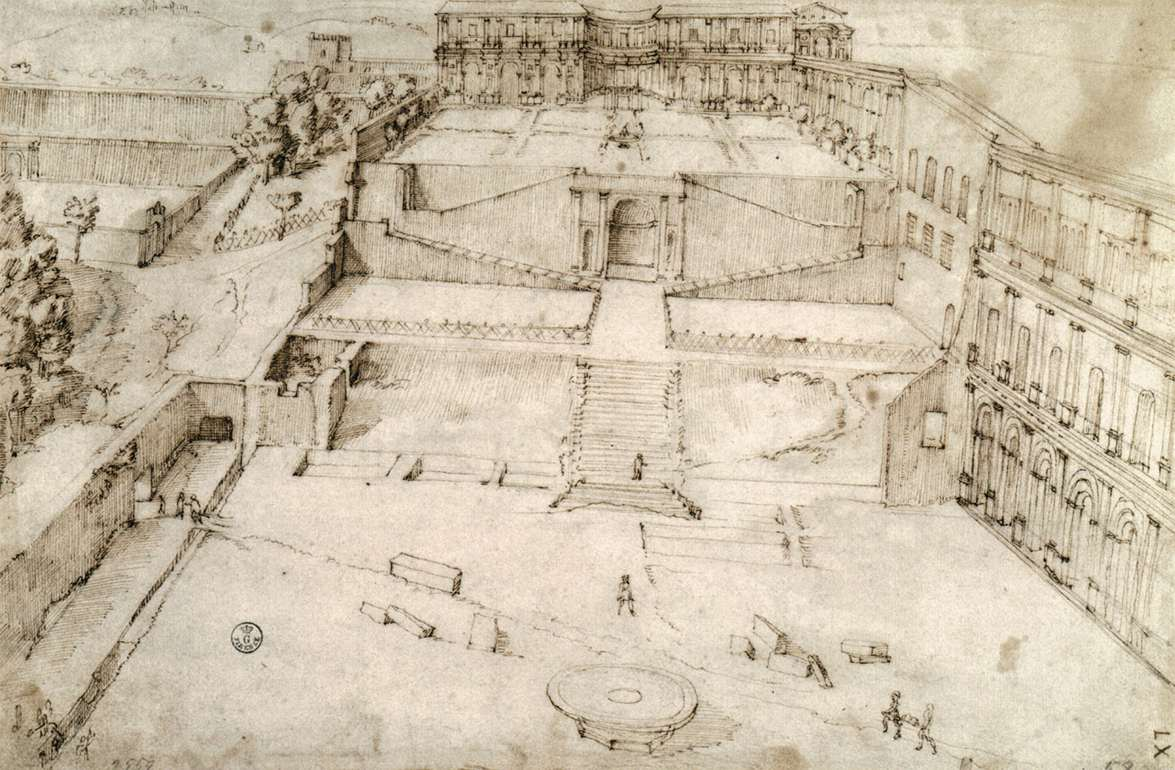
Projeto original de Bramante num desenho de Giovanni Antonio Dosio (década de 1560).

A origem do nome do complexo se deve a um edifício que já existia no local, construído por volta de 1487 como um palacete para o papa Inocêncio VIII, provavelmente englobando uma construção ainda mais antiga, do tempo do papa Nicolau V e realizada, segundo Giorgio Vasari, com base num desenho de Antonio del Pollaiolo. A construção era uma villa suburbana para uso do pontífice conhecida como Villa Belvedere, a primeira a ser construída em Roma desde a Antiguidade. A pequena casa de verão, conhecida como Casino del Belvedere ("Casinha da Boa Vista"), permitia que o papa enfrentasse o calor do verão romano e tinha vista para o leste do centro de Roma e para os campos do norte além do Castel Sant'Angelo (Prati di Castello), onde hoje está o rione Prati. Na decoração do edifício se destacavam Pinturicchio, que pintou vários quadros de paisagens, e Andrea Mantegna, que afrescou a pequena capela. As obras dos dois, conservadas durante a construção do complexo de Bramante, foram destruídas durante uma reestruturação realizada no século XVIII; alguns vestígios dos afrescos de Pinturicchio foram redescobertos durante a década de 1940.

### O projeto de Bramante

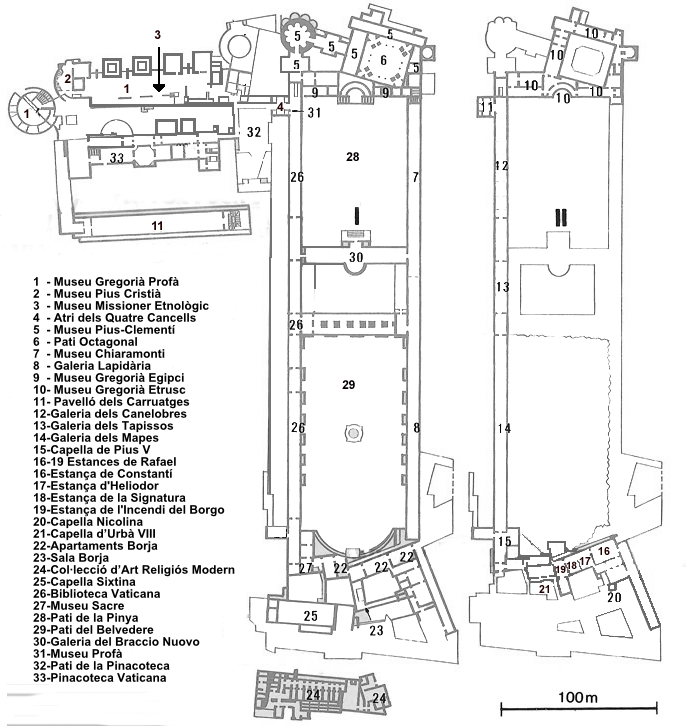
Diagrama do complexo. À esquerda, a Pinacoteca Vaticana.

O projeto de Donato Bramante previa a sistematização do vasto terreno (cerca de 300 x 300 m) na direção norte-sul entre o Casino e o resto do complexo vaticano (em particular, a Capela Sistina e os apartamentos papais, ambos parte do Palácio Apostólico). As obras começaram entre 1504 e 1504 e o objetivo inicial era transformar a área num jardim e construir um espaço adequado para a abrigar a coleção de esculturas antigas do papa Júlio II. O projeto evoluiu por causa do desejo do papa de ligar o Belvedere ao seu apartamento com um "corredor" que eliminasse a necessidade de descer de seus aposentos no terceiro piso do Palácio Apostólico e depois subir pela colina (a elevação do monte Vaticano).
Bramante propôs então dois corredores paralelos e, portanto, o espaço foi fechado lateralmente por dois longos edifícios sem atrapalhar a perspectiva e a vista ao longo do eixo principal. O grande espaço aberto foi dividido em três terraços diferentes, destinados a acolher jardins, rampas e escadarias. Formou-se assim um fantasmagórico pátio interno retangular organizado em três níveis. Mais tarde, o grande espaço foi interrompido por edifícios transversais que alteraram o projeto original de Bramante e criando três pátios separados. Todo o conjunto foi projetado para ser melhor apreciado a partir das Stanze di Raffaello ("Quartos de Rafael") nos apartamentos papais do Palácio Apostólico.
Evidente no projeto de Bramante era sua inspiração em obras da Antiguidade, especialmente o Santuário da Fortuna em Preneste, este também construído com base num esquema de terraços descendentes. Teve também um papel importante em seu projeto as antigas descrições das villas romanas, em particular a feita por Plínio, o Jovem, de sua villa na Toscana, com a qual foram descobertas muitas semelhanças.
É predominante a denominação de Cortile del Belvedere apesar da predominância visível das estruturas arquitetônicas. Contudo, antigamente, quando era mais evidente o ajardinamento, o nome utilizado era de Giardino del Belvedere. O projeto de Bramante influenciou não apenas a linguagem arquitetônica posterior, mas também a evolução do "jardim italiano", tornando-se um modelo com seus espaços dispostos em níveis distintos, mas unidos por uma perspectiva única, como aconteceu mais tarde na Villa d'Este em Tivoli e no jardim do Castelo de Saint-Germain-en-Laye.
Depois da morte de Bramante e de Júlio II, que não viram a obra completada, a construção ficou paralisada por um longo tempo, com algumas partes completadas e utilizadas para outras finalidades. Depois do colapso do corredor leste em 1531, as obras foram retomadas sob a direção de Baldassare Peruzzi e, a partir de 1541, de Antonio da Sangallo, o Velho. A construção foi terminada por Pirro Ligorio, que realizou algumas modificações no projeto.

### Transformações posteriores
Apesar de influente, o projeto de Bramante foi alterado depois de sua morte. Logo que foi completado, o imenso jardim interno foi transformado no zoológico papal (menagerie) e foi no pátio inferior que o papa Leão X exibia o seu adorado elefante Hanno para o público. Por causa de sua gloriosa história, o paquiderme foi enterrado ali mesmo.
Entre 1585 e 1590, o Cortile del Belvedere foi dividido pelo braço transversal da Biblioteca de Sisto V, construída com base num projeto de Domenico Fontana no lugar de uma grandiosa arquibancada de Bramante, um edifício ainda hoje conhecido como Salone Sistino. Segundo James Ackerman, a construção, que arruinou a unidade do pátio interno concebida por Bramante, foi uma decisão consciente do papa Sisto V, que desejava separar a natureza secular, quase "pagã", do Cortile e a coleção de esculturas antigas que o papa Adriano VI se referiu como sendo "ídolos". Ainda no século XVI, foi construída a Torre dei Venti no corredor norte.
Depois, entre 1817 e 1822, na esteira das primeiras transformações do complexo para transformá-lo nos Museus Vaticanos realizadas por Michelangelo Simonetti e Pietro Camporese (1772), foi construído um segundo edifício transversal para ampliar o espaço para as coleções. A obra, conhecida atualmente como Braccio Nuovo, foi projetada por Raffaele Stern num severo estilo neoclássico considerado correto arqueologicamente.

## Pátios
A construção dos edifícios transversais acabaram criando três pátios internos (cortile) distintos, conhecidos como Cortile della Pigna, Cortile della Biblioteca e Cortile del Belvedere. O primeiro deve seu nome à colossal escultura de bronze da antiguidade romana conhecida como Pignone.

### Cortile del Belvedere(inferior)
No pátio mais baixo, que hoje é mais frequentemente chamado de Cortile del Belvedere, foram construídos por Bramante três ordens de lógias diferentes: dórica, jônica e coríntia, interrompidas na primeira escadaria com degraus suaves e levemente inclinados. As ordens superpostas enquadrando arcos seguem o exemplo do Coliseu e do Tabulário segundo um modelo já utilizado antes, também por Bramante, mas aqui utilizado em grande escala e com um conhecimento agora mais consciente do léxico das ordens nos detalhes de cada elemento (como os tríglifos da ordem dórica)).
Como a parede sul já existia, Bramante previu ali apenas a construção do pórtico dórico no piso térreo, deixando visível a Torre Bórgia e a parte de trás do Palácio Apostólico. Mais tarde, Pirro Ligorio inseriu ali uma êxedra semicircular que conseguiu fechar o espaço do pátio dando-lhe um caráter quase teatral, como provavelmente teria apreciado Bramante. De fato, ali foram realizados torneios — como se pode ver numa gravura de Etienne Duperac que representa um carrossel a cavalo realizado para celebrar o matrimônio de um sobrinho do papa em 1565 — e até mesmo, talvez, uma naumáquia, como aparece em um afresco de Perin del Vaga.

### Cortile della Biblioteca(intermediário)
O segundo pátio, equivalente ao segundo terraço de Bramante, foi cercado por duas ordens superpostas. No lado inferior, onde está hoje o edifício da Biblioteca, ficava uma imponente arquibancada que unia os dois corredores e que provavelmente tinha uma função teatral.

### Cortile della Pigna(superior)

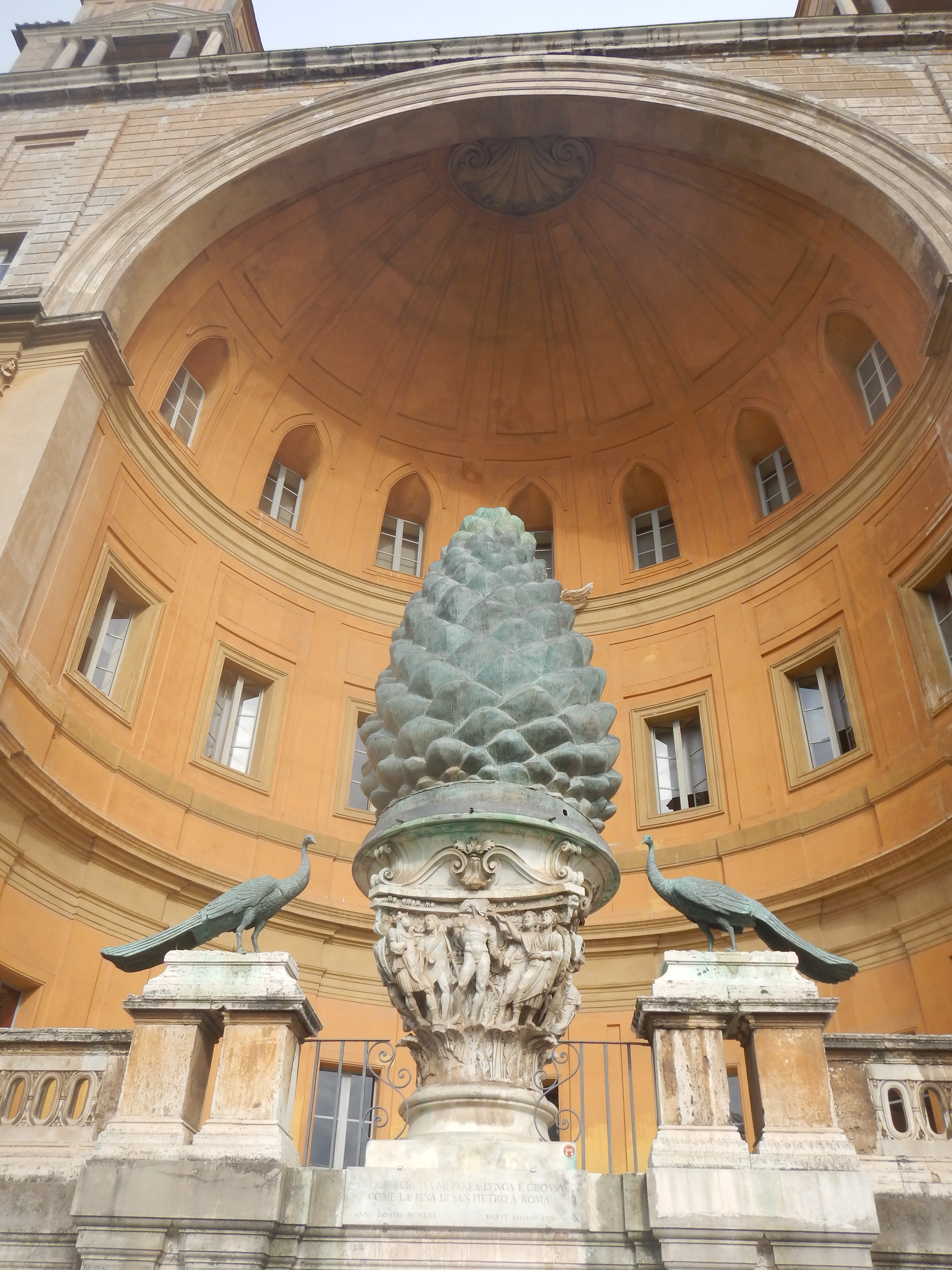
O Pignone.

O terraço superior, ao qual se chegava por meio de uma dupla escadaria em estilo borboleta, apresentava nas laterais pilastras duplas formando uma travata ritmica de larguras distintas alternadas e nas quais as mais largas enquandram um arco. Este motivo decorativo é derivado, talvez, dos arcos do triunfo romanos, ou, com maior probabilidade, da observação direta da obra de Leon Battista Alberti. Acredita-se que o adensamento dos pilares no pátio superior servia como um dispositivo óptico para aumentar a sensação do comprimento do cortile todo.
O pátio se fechava, segundo o projeto de Bramante, com uma grande êxedra que servia como ponto de fuga da perspectiva do grande vazio arquitetônico do pátio e que tinha a função de esconder o antigo Casino del Belvedere, que não estava alinhado ao novo projeto. Pirro Ligorio, durante as obras finais do complexo, transformou a êxedra em um grande nicho, completado em 1565, conhecido geralmente como nicchione ("nichão"). No centro do nicchione foi colocado, ainda na época, uma colossal escultura de bronze romana conhecida como Pignone, motivo pelo qual o pátio passou a ser conhecido como Cortile della Pigna.
A pinha, provavelmente o finial do túmulo de Adriano (o Castel Sant'Angelo) ou, como se supunha na Idade Média, o ponto de virada das carruagens no Circo Máximo onde muitos cristãos haviam sido martirizados, foi levada para o Vaticano em época muito antiga e ficava no átrio da Antiga Basílica de São Pedro, motivo pelo qual Dante se refere a ela na Divina Comédia ao falar de Nimrod no XXXI canto do "Inferno" (v. 58-59): "La faccia sua mi parea lunga e grossa, come la pina di San Pietro a Roma" ("Larga e comprida, pareceu-me a face, qual de São Pedro, em Roma, a brônzea pinha").
Em 1990, uma escultura de duas esferas concêntricas chamada "Sfera con sfera", de Arnaldo Pomodoro, foi colocada no meio do pátio.

### Cortile Ottagono
Por trás da sequência de terraços (atualmente pátios fechados), terminados no nicchione, foi construído por Bramante um outro pátio, de forma octogonal e lados simetricamente desiguais. Apesar de ser conhecido originalmente como Cortile del Belvedere, ele passou para a história com o nome de Cortile delle Statue, pois seu objetivo original era abrigar a coleção de estátuas antigas do papa.
A prestigiosa coleção, que compreendia peças muito famosas como o "Apolo del Belvedere", "Hércules e Anteu", o "Torso Belvedere" e o "Laocoonte", permaneceu por muito tempo seguindo o projeto de Bramante até ser finalmente redisposta no interior dos Museus Vaticanos.
Ao lado deste pátio, Bramante construiu sua famosa escadaria "caracol", contida num estreito cilindro com rampas espirais sustentadas por colunas, para assegurar o acesso ao interior do palácio para os muitos visitantes da coleção de esculturas, entre os quais viajantes e artistas estrangeiros. Com este projeto, o antigo Casino del Belvedere de Inocêncio VIII foi transformado e englobado no novo complexo.